# محمد الدعیع
محمد عبدالعزیز الدعیع (زادهٔ ۲ اوت ۱۹۷۲ در حائل) دروازه‌بان اسطوره‌ای نامدار بازنشستهٔ اهل عربستان سعودی است.
او از سال ۲۰۰۰ در الهلال عربستان بازی و کاپیتان این باشگاه بود. الدعیع در سال ۲۰۰۱ قرار بود به منچستر یونایتد برود و جانشین فابین بارتز شود، اما این انتقال انجام نشد. او در عربستان به «اختاپوس» شهرت دارد. الدعیع از سال ۱۹۹۰ تا ۲۰۰۶، به مدت ۱۶ سال در تیم ملی فوتبال عربستان حضور داشت و چهار بار جام جهانی را تجربه کرده است. او با ۱۸۱ بازی ملی هفتمین نفر در لیست رکوردداران بیشترین بازی ملی در جهان است. و نامش در گینس ثبت‌شده است. همچنین فدراسیون بین‌المللی تاریخ و آمار فوتبال وی را بالاتر از ناصر حجازی از ایران، برترین دروازه‌بان آسیا در قرن بیستم شناخت. بر اساس نظرسنجی کنفدراسیون فوتبال آسیا، الدعیع پس از ناصر حجازی و نور صبری به عنوان سومین دروازه‌بان برتر تاریخ جام ملت‌های آسیا انتخاب شد. محمد الدعیع در دسامبر ۲۰۰۹ و در آستانه ۳۸ سالگی در مصاحبه با العربیه اعلام کرد که فعلاً خیال خداحافظی از فوتبال را ندارد.
در نهایت محمد الدعیع در ۵ ژانویه ۲۰۱۲ در یک بازی خداحافظی که بین تیم‌های فوتبال الهلال و یوونتوس برگزار شد، از دنیای فوتبال خداحافظی کرد.
عبدالله الدعیع دروازه‌بان سابق عربستان و باشگاه الهلال برادر بزرگتر اوست.